# Теорія Ремзі
Теорія Ремзі — розділ математики, який вивчає умови, за яких у довільно сформованих математичних об'єктах зобов'язаний з'явитися певний порядок. Названа на честь Френка Ремзі.
Завдання теорії Ремзі зазвичай звучать у формі питання «скільки елементів має бути в деякому об'єкті, щоб гарантовано виконувалося задана умова чи існувала задана структура?». Найпростіший приклад:
- Довести, що в будь-якій групі з 6 осіб, знайдуться троє людей, знайомих одне з одним, або троє людей, попарно незнайомих одне з одним.

## Класичні результати
Припустимо, наприклад, що ми знаємо, що {\displaystyle n} кроликів розсаджено в {\displaystyle m} кліток. Наскільки великим має бути {\displaystyle n}щоб гарантовано в одній з кліток було принаймні 2 кроликів? Згідно з принципом Діріхле, якщо {\displaystyle n>m}, то знайдеться клітка, в якій буде мінімум 2 кроликів. Теорія Ремзі узагальнює цей принцип.
Огляд результатів до 1990 р. дано в роботі.

### Теорема Ремзі
Сам Ремзі довів таку теорему:
| Нехай дано числа {\displaystyle a_{1},\;a_{2},\;\ldots ,\;a_{n}}. Тоді існує таке число {\displaystyle R}, що, як би ми не пофарбували ребра повного графу на {\displaystyle R} вершинах у {\displaystyle n} кольорів, знайдеться або повний підграф 1-го кольору на {\displaystyle a_{1}} вершинах, або повний підграф 2-го кольору на {\displaystyle a_{2}} вершинах, … або повний підграф {\displaystyle n}-го кольору на {\displaystyle a_{n}} вершинах. |

Її було узагальнено на випадок гіперграфу.
Мінімальне число {\displaystyle R}, за якого для заданого набору аргументів {\displaystyle a_{1},\;a_{2},\;\ldots ,\;a_{n}} існує зазначене в теоремі розфарбування, називається числом Ремзі. Питання про значення чисел Ремзі за невеликим винятком залишається відкритим.

### Теорема ван дер Вардена
Схожа за формулюванням, але відрізняється доведенням теорема ван дер Вардена:
| Для кожного набору чисел {\displaystyle a_{1},\;a_{2},\;\ldots ,\;a_{n}} існує таке число {\displaystyle W}, що, як би ми не пофарбували перші {\displaystyle W} натуральних чисел {\displaystyle n} кольорів, знайдеться або арифметична прогресія 1-го кольору довжини {\displaystyle a_{1}}, або арифметична прогресія 2-го кольору довжини {\displaystyle a_{2}}, …, або арифметична прогресія {\displaystyle n}-го кольору довжини {\displaystyle a_{n}}. |

Найменше таке число називається числом ван дер Вардена.
Замість множини натуральних чисел можна розглянути ґратку {\displaystyle \mathbb {Z} ^{n}}, а арифметичних прогресій — фігури в ній, гомотетичні даній, і твердження теореми залишиться правильним (узагальнена теорема ван дер Вардена).

### Теорема Хейлса— Джеветта
| Для будь-яких чисел {\displaystyle n} і {\displaystyle c} можна знайти число {\displaystyle H} таке, що якщо комірки {\displaystyle H}-вимірного куба зі стороною довжини {\displaystyle n} розфарбовано в {\displaystyle c} кольорів, то існує хоча б одна лінія (лінією вважаються рядки, стовпці, деякі діагоналі) з {\displaystyle n} одноколірних комірок. |

З цієї теореми випливає, що під час гри в багатовимірні хрестики-нулики при будь-якій довжині рядка та будь-якому числі гравців можна знайти таке число вимірів, що нічия буде неможлива.

### Гіпотеза Ердеша— Секереша про опуклі багатокутники
| Для будь-якого натурального {\displaystyle N}, кожна достатньо велика множина точок у загальному положенні на площині має підмножину з {\displaystyle N} точок, які є вершинами опуклого багатокутника. |

Згідно з гіпотезою Ердеша та Секереша про опуклі багатокутники число точок в загальному положенні, у яких обов'язково існує опуклий {\displaystyle N}-кутник задається формулою:
{\displaystyle f(N)=1+2^{N-2}} для всіх {\displaystyle N}
Вони ж довели, що у множині з меншим числом точок опуклий {\displaystyle N}-кутник може не існувати.

### Теорема Крута про одноколірнийєгипетський дріб
| Для будь-якої розмальовки цілих чисел більших від {\displaystyle 1} в {\displaystyle r>0} кольорів існує скінченна одноколірна підмножина {\displaystyle S} цілих така, що {\displaystyle \sum _{n\in S}1/n=1.} При цьому максимальний елемент, а отже й розмір множини {\displaystyle S} обмежений показниковою функцією від {\displaystyle r} зі сталою основою. |

Цю гіпотезу Ердеша — Грема довів 2003 року Ернест Крут.

## Особливості теорії
Для результатів у рамках теорії Ремзі характерні дві властивості. По-перше, вони неконструктивні. Доводиться, що деяка структура існує, але не пропонується жодного способу її побудови, окрім прямого перебору. По-друге, щоби шукані структури існували, потрібно, щоб об'єкти, які їх містять, складалися з дуже великого числа елементів. Залежність числа елементів об'єкта від розміру структури зазвичай, принаймні, експоненціальна.